# Astragalus qingheensis
Astragalus qingheensis är en ärtväxtart som beskrevs av Ying Xing Liou. Astragalus qingheensis ingår i släktet vedlar, och familjen ärtväxter. Inga underarter finns listade i Catalogue of Life.